# Guillermo Muñoz
Guillermo Muñoz Ramírez (Monterrey, 20 ottobre 1961) è un ex calciatore messicano, di ruolo difensore.
Era soprannominato El Turbo.
Recordman di presenze con il Monterrey (230), Muñoz ha militato nella Nazionale messicana per 6 anni, dal 1987 al 1993, scendendo in campo 20 volte e segnando 3 gol. Con la Nazionale ha preso parte anche alla Copa América 1993 e alla CONCACAF Gold Cup 1991.